# Centre for Policy Studies
Das Centre for Policy Studies (abgekürzt CPS) ist eine britische Denkfabrik. Es wurde im Juni 1974 von Keith Joseph, Alfred Sherman und Margaret Thatcher gegründet, propagiert Positionen des Monetarismus und tritt für den Freien Markt ein.
Folgende Ziele werden vertreten:
- Verringerung des staatlichen Einflusses
- Reform der öffentlichen Dienste
- Erhaltung der britischen Unabhängigkeit
- Wahlfreiheit und Verantwortung des Einzelnen
- Stärkung von Werten wie Pflicht, Familie, Freiheit und Rechtsstaatlichkeit

Das Centre for Policy Studies wird von Norman Blackwell geleitet.